# Старокизганово
Старокизганово (баш. Иҫке Киҙгән) — деревня в Бураевском районе Республики Башкортостан Российской Федерации. Входит в состав  Тазларовского сельсовета. 

## География

### Географическое положение
Расстояние до:
- районного центра (Бураево): 24 км,
- центра сельсовета (Новотазларово): 14 км,
- ближайшей ж/д станции (Янаул): 92 км.

## Население
| 2002 | 2009 | 2010 |
| ---- | ---- | ---- |
| 215  | ↘185 | ↘157 |

Согласно переписи 2002 года, преобладающая национальность — башкиры (96 %).